# ボブ・ディナール
ロベール・"ボブ"・ディナール（Robert "Bob" Denard、1929年8月7日 - 2007年10月13日）は、フランスの元軍人。コンゴ動乱に参加した傭兵の一人で、後にコモロのクーデターに関わり、大統領の警護隊長として権力を得ていた。

## 略歴
ディナールの生い立ちは明らかでない。フランス海軍の一員としてフランス領インドシナやアルジェリアで任務に就いた 後、警察官としてモロッコで1952年から1957年まで勤務した。1954年にはピエール・マンデス＝フランスの暗殺計画に関わったとして禁錮刑を受けている。その後フランス国内で洗浄機のデモンストレーターを経て傭兵になり、ロジャー・フォルク（Roger Faulques）の指揮下カタンガ共和国の内戦に参加する。
1963年に北イエメンの内戦に参加。次にコンゴでモイーズ・チョンベに雇われ、第6コマンドー（6 Commando）の指揮官として中国やキューバに支援された共産ゲリラと戦う。1967年、ジャン・シュラム指揮下で旧カタンガ憲兵隊員が中心の第10コマンド―とともにモブツ・セセ・セコ政権へ反乱を起こすが、救援に失敗し、負傷して戦線を離脱してしまう。
その後はガボンの軍事顧問を務めた他、1977年のベナンでのクーデター未遂に関わり、ローデシア軍のローデシア連隊第6独立中隊に所属してアンゴラやモザンビークでの作戦にも参加した。

## コモロでの活動
ディナールはコモロにて4回もの未遂を含めたクーデター計画に関わり、長きにわたって権力の座にいた。
1975年、ボブ・ディナールはアリ・ソイリに雇われアーメド・アブダラを失脚させパリに追放したが、社会主義的な急進的改革がフランスなどの反発を生むことになった。そのフランスの意向から1978年に今度はアブダラがディナールらを雇いソイリを襲撃、ソイリはディナールの一派によって殺害された。その後アブダラはイスラム政権色を強め、ディナールは形式上イスラム教に改宗してサイード・ムスタファ・マハジューブを名乗り、大統領警護隊の隊長という役割のもと軍事および経済の実権を手にし、コモロにおける実質的支配者として君臨した。
ディナールら傭兵に与えられた利権により国内の不満は高まり、3回のクーデターが計画されるようになった。その間にディナールら傭兵はアブダラと深刻に対立。そして1989年にディナールらは大統領警護隊を動員してクーデターを起こしアブダラを殺害するが、最高裁判所長だったモハメド・ジョハルがフランスと南アフリカ共和国の支援を受けて暫定政権の座につき、ディナールら傭兵を国外退去に追い込んだ。
1995年、ディナールと33人の傭兵達はゾディアックボートを使用してコモロに上陸し、モハメド・ジョハルを確保して権力を掌握した。しかし5日後には特殊部隊員などを含めたフランス軍が出動してクーデターは鎮圧され、ディナールと傭兵達は逮捕される。ディナールはパリの刑務所で10ヶ月拘束され、2006年に執行猶予5年の有罪判決を受けた。また2001年にはイタリアの極右団体相手に傭兵を募集し、コモロのアザリ・アスマニを打倒するクーデターを計画したとして告訴されている。

## 晩年
2006年にはアルツハイマー病を患うようになり、2007年に78歳で家族に看取られながら死去した。

## 伝記
- サマンサ・ウェインバーグ: Last of the pirates ; in search of Bob Denard. ロンドン, 1994年. ISBN 0-224-03307-7

## 関連作品
- ザ・コマンダー 第6傭兵部隊

コンゴ動乱時代のディナールを題材にした2011年のテレビ映画。トーマス・ヴァンサン監督作品。ディナールを演じているのはクロヴィス・コルニアック。